# Рікардо Борелло
Рікардо Борелло (італ. Riccardo Borello; 8 березня 1916 — 4 вересня 1948, Санфре) — італійський пауліст (ССП), Слуга Божий Католицької Церкви.

## Біографія
Рікардо Борелло народився 8 березня 1916 року в Манго поблизу Кунео. Незабаром після його народження помер батько, а в 1932 році, протягом тижня, померли вітчим та мати.
У 1933 році, прочитавши біографію Маджоріно Віголунго, вступив до паулістів 8 липня 1936 року. 19 березня 1937 року о. Тімотео Джакардо, настоятель Товариства Святого Павла (паулістів) в Альбі, запропонував Рікардо монаший габіт. 7 квітня 1938 р. перед о. Альберіона склав обітницю послуху, цнотливості та бідності, взявши ім'я Андреа Марія. Вічні обіти склав 20 березня 1944 року.
Його запам'ятали за виняткове благочестя, щодня молився за Товариство Святого Павла, відправляв хресну дорогу тричі на тиждень.
У 1948 році серйозно захворів. Помер у ніч на 3-4 вересня. 3 березня 1990 року папа Іван Павло II видав указ, де оголосив Рікарда Борелло Слугою Божим.